# Inside the Electric Circus
Inside the Electric Circus är ett musikalbum av musikgruppen W.A.S.P., utgivet den 1986.

## Låtförteckning
1. "The Big Welcome" – 1:21
2. "Inside The Electric Circus" – 3:33
3. "I Don't Need No Doctor" – 3:26
4. "9.5. - N.A.S.T.Y." – 4:47
5. "Restless Gypsy" – 4:59
6. "Shoot From The Hip" – 4:38
7. "I'm Alive" – 4:22
8. "Easy Living" (Uriah Heep-cover) – 3:10
9. "Sweet Cheetah" – 5:14
10. "Mantronic" – 4:08
11. "King Of Sodom And Gomorrah" – 3:46
12. "The Rock Rolls On" – 3:50